# Spadenberg
Der Spadenberg ist ein 1000 m ü. A. hoher Berg der Flyschzone der Oberösterreichischen Voralpen östlich von Laussa in Oberösterreich.

## Lage
Der Spadenberg bildet gemeinsam mit den niedrigeren Gipfeln Plattenberg, Geierkogel und Glasenberg einen markanten Höhenrücken, der  sich zwischen den Ortschaften Laussa im Westen und Maria Neustift im Osten erstreckt. Nach Norden fällt der vorwiegend von dichtem Buchenwald bewachsene Berg steil zum Kleinramingtal ab.

## Aufstieg
Über den Höhenrücken und Gipfel des Spadenberges führen die Weitwanderwege Voralpenweg (04) und Mariazeller Weg (06).
Vom 880 m hoch gelegenen Parkplatz knapp östlich des Plattenberges ist der Gipfel zu Fuß auf einfachen Wegen in ca. 30 Minuten erreichbar.
Der Gipfel ist nicht markant ausgeprägt, verfügt über kein Gipfelkreuz und bietet aufgrund der dichten Bewaldung auch keinerlei Aussicht. Etwa 50 m östlich des Gipfels befindet sich ein Wegkreuz.